# Водяные змеи II
«Водяные змеи II» (нем. Wasserschlangen II) — картина австрийского художника Густава Климта. Создана в 1904—1907 годах и относится к «золотому периоду» творчества художника. «Водяные змеи II» завершают тематический цикл картин Климта с водяными нимфами: «Движущаяся вода» (1898), «Серебряные рыбки» (1899), «Медицина» (1901), «Золотые рыбки» (1902) и «Водяные змеи I» (1907). По мнению художественного критика Людвига Хевеши, эти картины являются эротическим «побочным продуктом» «факультетских картин» и «Бетховенского фриза». Австрийский коллекционер и основатель музея Рудольф Леопольд считал «Водяных змей II» шедевром художника, сравнимым с «Золотой Аделью».
Картина была впервые продемонстрирована на XX весенней выставке Венского сецессиона в 1904 году, и в первоначальном варианте предположительно напоминала «Водяных змей I», но в горизонтальной композиции. Климт выбрал такой формат потому, что он более соответствовал важному для него мотиву невесомого движения по течению. В рецензии, опубликованной в газете Wiener Abendpost, драматург Армин Фридман называет картину «сокровенной чудесной исповедью блаженствующего мечтателя». Описывая нежную цветовую гамму картины, Фридман перечисляет боязливый зелёный, дрожащий голубовато-серый и чуть потеплее коричневый, а также декоративный золотой и тёмно-синий. По его мнению, Климт слегка убаюкивает зрителя между действительностью, мечтой и орнаментом. В интерпретации Фридмана, переливающиеся цветами радуги нимфы греховно-невинно играют на цветистом дне со сказочными водяными змеями, в их волосах затерялись морские звёзды. С намёком на «Красоту форм в природе» Фридман предлагает спросить Эрнста Генриха Геккеля, не превратятся ли они когда-нибудь в маленьких нимф. Тело изображённой боком нимфы на переднем плане похоже на моллюска, у неё удивительно интеллигентные ручки, а сама она похожа на миленькую венку.
Как и многие другие произведения Густава Климта, «Водяные змеи II» имеют неоднозначный провенанс. Дженни Штайнер, урождённая Пулитцер, вдова шёлкового фабриканта и одна из самых богатых женщин Вены, приобрела картину у Климта в 1911 году. После аншлюса Австрии в 1938 году власти конфисковали коллекцию Дженни Штайнер. В 1940 году Густав Учицки, прославившийся при национал-социалистах кинорежиссёр и незаконнорождённый сын Густава Климта, приобрёл картину через арт-дилера Роберта Херцига, для чего она по распоряжению гауляйтера Вены Бальдура фон Шираха даже была снята с торгов в аукционном доме «Доротеум». Согласно акту наследного имущества Густава Учицки, составленному после его смерти в 1961 году, «Водяные змеи II» находились в его венской квартире и перешли по наследству его третьей супруге Урсуле Учицки. Позднее картина демонстрировалась на выставке 1964 года «Вена в 1900-е» и затем выпала из поля зрения искусствоведов и общественности. В 1999 году журналист Хубертус Чернин, занявшийся реконструкцией истории коллекции Блох-Бауэров, опубликовал двухтомник «Фальсификация», в котором упоминалась и коллекция Густава Учицки. Автор издания об украденных коллекциях искусства «Что было когда-то» 2003 года Софи Лилли поместила «Водяных змей II» на обложку, а картину в книге снабдила пометкой «Владелец в настоящее время не известен», поскольку доказать, что картина по-прежнему находилась в коллекции Урсулы Учицки, было нельзя.
Урсула Учицки, сама имевшая еврейские корни, долгое время предпочитала отмалчиваться и отвечать отказом на любые предложения музейных займов, но в конце концов решилась урегулировать спор с наследниками Дженни Штайнер в порядке так называемой «частной реституции», поделив выручку от продажи картины пополам. При посредничестве коммерческого директора Музея Леопольда Петера Вайнхойпля через аукционный дом «Сотбис» в результате частной сделки картина «Водяные змеи II» за 112 млн долларов США перешла к новому собственнику якобы из Дохи, которым СМИ считали дочь эмира Катара Аль-Маяссу бинт Хамад бин Халифа Аль Тани. В феврале 2016 года из публикации в журнале The New Yorker об аферах арт-дилера Ива Бувье стало известно, что покупателем в той сделке выступил именно он. Буквально на следующий день после завершения всех формальностей, связанных с той сделкой, Бувье перепродал «Водяных змей II» российскому миллиардеру Дмитрию Рыболовлеву за 183 млн долларов. В 2015 году Рыболовлев продал «Водяных змей II» за 170 млн долларов.
На свою долю средств, вырученных от продажи «Водяных змей II», 91-летняя Урсула Учицки в сентябре 2013 года учредила фонд «Густав Климт — Вена 1900», в который передала другие унаследованные работы из коллекции Густава Учицки — четыре картины и десять рисунков, в том числе ещё одну картину с сомнительным провенансом — портрет Гертруды Лёв, проданный затем в 2015 году для «частной реституции».